# Ковингтон (Кентукки)
Ковингтон (англ. Covington) — город, расположенный в округе Кентон (штат Кентукки, США) с населением в 40640 человек по статистическим данным переписи 2010 года.

## География
По данным Бюро переписи населения США город Ковингтон имеет общую площадь в 35,48 квадратных километров, из которых 33,93 кв. километров занимает земля и 1,29 кв. километров — вода. Площадь водных ресурсов округа составляет 3,64 % от всей его площади.
Город Ковингтон расположен на высоте 155 метров над уровнем моря.
| Показатель                    | Янв. | Фев. | Март | Апр. | Май   | Июнь | Июль | Авг. | Сен. | Окт. | Нояб. | Дек. | Год    |
| ----------------------------- | ---- | ---- | ---- | ---- | ----- | ---- | ---- | ---- | ---- | ---- | ----- | ---- | ------ |
| Средний суточный максимум, °C | 3,3  | 6,7  | 12,8 | 18,9 | 23,9  | 28,3 | 30,6 | 30   | 26,1 | 19,4 | 12,2  | 6,1  | 18,2   |
| Средний суточный минимум, °C  | −5   | −2,8 | 1,7  | 6,1  | 12,2  | 16,7 | 19,4 | 18,3 | 14,4 | 7,8  | 2,8   | −2,8 | 7,3    |
| Норма осадков, мм             | 68,6 | 58,4 | 88,6 | 96,8 | 114,3 | 94,2 | 82,5 | 87,9 | 77,2 | 71,1 | 88,6  | 76,7 | 1005,1 |

## Демография
| Год переписи                 | Нас.  |       | %±     |
| ---------------------------- | ----- | ----- | ------ |
| 1830                         | 743   |       | —      |
| 1840                         | 2026  |       | 172,7% |
| 1850                         | 9408  |       | 364,4% |
| 1860                         | 16471 |       | 75,1%  |
| 1870                         | 24505 |       | 48,8%  |
| 1880                         | 29720 |       | 21,3%  |
| 1890                         | 37371 |       | 25,7%  |
| 1900                         | 42938 |       | 14,9%  |
| 1910                         | 53270 |       | 24,1%  |
| 1920                         | 57121 |       | 7,2%   |
| 1930                         | 65252 |       | 14,2%  |
| 1940                         | 62018 |       | −5%    |
| 1950                         | 64452 |       | 3,9%   |
| 1960                         | 60376 |       | −6,3%  |
| 1970                         | 52535 |       | −13%   |
| 1980                         | 49585 |       | −5,6%  |
| 1990                         | 43264 |       | −12,7% |
| 2000                         | 43370 |       | 0,2%   |
| 2009                         | 43082 | [ 1 ] | −0,7%  |
| 1830–2009 U.S. Census Bureau |       |       |        |

По данным переписи населения 2000 года в городе проживало 43 370 человек, 10 132 семьи, насчитывалось 18 257 домашних хозяйств и 20 448 жилых домов. Средняя плотность населения составляла около 1274,4 человек на один квадратный километр. Расовый состав города по данным переписи распределился следующим образом: 87,05 % белых, 0,24 % — коренных американцев, 0,34 % — азиатов, 0,03 % — выходцев с тихоокеанских островов, 1,57 % — представителей смешанных рас, 0,63 % — других народностей. Испаноговорящие составили от всех жителей города.
Из 18 257 домашних хозяйств в 28,8 % — воспитывали детей в возрасте до 18 лет, 34,3 % представляли собой совместно проживающие супружеские пары, в 16,5 % семей женщины проживали без мужей, 44,5 % не имели семей. 36,5 % от общего числа семей на момент переписи жили самостоятельно, при этом 12 % составили одинокие пожилые люди в возрасте 65 лет и старше. Средний размер домашнего хозяйства составил 2,31 человек, а средний размер семьи — 3,08 человек.
Средний доход на одно домашнее хозяйство в городе составил 30 735 долларов США, а средний доход на одну семью — 38 307 долларов. При этом мужчины имели средний доход в 31 238 долларов США в год против 24 487 долларов среднегодового дохода у женщин. Доход на душу населения в городе составил 16 841 доллар в год. 15,5 % от всего числа семей в округе и 18,4 % от всей численности населения находилось на момент переписи населения за чертой бедности, при этом 25,0 % из них были моложе 18 лет и 13,4 % — в возрасте 65 лет и старше.

## Происшествия
22 января 2015 года в полицию американского города Ковингтон в штате Кентукки поступило сообщение в стрельбе. По меньшей мере, два человека погибли [значимость факта?].